# Frozen (film, 2007)
Pour les articles homonymes, voir Frozen.
Frozen est un film indien réalisé par Shivajee Chandrabhushan, sorti en 2007.

## Synopsis
Une adolescente un peu exaltée vit avec son jeune frère et leur vieux père dans une ferme isolée située dans une vallée au Ladakh. Les militaires indiens viennent perturber leur tranquillité. Quel est le sens de sa révolte ? Quel est l'ennemi contre lequel en semble se battre ? Ce jeune frère est-il réel ? Trouvera-t-elle la paix ?

## Production
Shivajee a expliqué l'inspiration du film « pour moitié d'une expérience personnelle (un ami imaginaire lui ayant tenu compagnie lors de son enfance solitaire) et pour moitié de la bande dessinée Calvin et Hobbes ». Le film est centré sur les amis intérieurs et un discours antimilitariste.